# Krzysztof Jabłoński (lekkoatleta)
Krzysztof Jabłoński (ur. 10 kwietnia 1985) – polski lekkoatleta, sprinter.
Zawodnik AZS-AWF Kraków największe sukcesy odnosi w sztafecie 4 x 100 metrów. Jest na tym dystansie 3-krotnym Mistrzem Polski Seniorów (2006, 2007 oraz 2008). Podczas Mistrzostw w 2008 sztafeta AZS-AWF Kraków (w składzie : Krzysztof Jabłoński, Mateusz Pluta, Marcin Nowak oraz Dariusz Kuć) wynikiem 39,16 s pobiła klubowy rekord Polski seniorów. Uczestnik Młodzieżowych Mistrzostw Europy w Lekkoatletyce, gdzie odpadł w półfinale biegu na 200 metrów (Debreczyn 2007).

## Rekordy życiowe
- bieg na 100 m – 10,37 (2008)
- bieg na 200 m – 21,07 (2008)